# Mazatepec
Mazatepec és un municipi de l'estat de Morelos. Mazatepec és el cap de municipi i principal centre de població d'aquesta municipalitat. Aquest municipi és a la part nord-occidental de l'estat d'Morelos. Limita al nord amb Temixco, al sud amb Amacuzac, l'oest amb Miacatlán i a l'est amb l'jojutla.